# Dag Henriksen
Dag Henriksen (Tønsberg, 11 febbraio 1928 – Tønsberg, 1º ottobre 1982) è stato un calciatore norvegese.

## Carriera

### Club
Nel corso della sua carriera ha militato nell'Eik-Tønsberg, società di cui divenne membro onorario nel 1975.

### Nazionale
Henriksen partecipò ai Giochi della XV Olimpiade di Helsinki nel 1952 con la nazionale norvegese, non disputando alcun incontro. Tra il 1947 e il 1959 disputò 8 partite con la Nazionale B.